# Rote lieder - 13º Festival des politischen liedes
Questo disco pubblicato nel 1983 dalla Amiga/VEB Deutsche Schallplatten (etichetta della Germania Est) documenta, come indicato sulla copertina, il 13º Festival delle canzoni politiche (Festival des politischen liedes) svoltosi a Berlino Est dal 12 al 20 febbraio del 1983. Tutti i brani furono registrati dal vivo in occasione dei concerti tenutisi durante il Festival. Questo disco non è mai stato pubblicato o distribuito in Italia.

## Tracce
1. To the children of the world - (C.Semenya) - Letta M'Bulu (Sudafrica)
2. La fiesta de la Tirana - (tradizionale) - Inti-Illimani (Cile)
3. Worker's song - (E.Pickford) - Dick Gaughan (Gran Bretagna)
4. Meinst du, die russen wollen krieg - (.Kolmanowski - J.Jewtuschenko - G.Steineckert) - Jürgen Walter (DDR)
5. A song for Belfast - (The Sands family) - The Sands family (Irlanda)
6. Canción para Violeta Parra - (V.Parra - N.De Felipe) - Oskorri (Spagna)
7. Nicaragua, Nicaraguita - (C.Mejia Godoy) - Carlos Mejia Godoy y los Palacaguina (Nicaragua)
8. Gaslied - (Fischer - Jensen - O.Moeller) - Arbeiterfolk (DDR)
9. Deutches volkslied 1935 - (K.Chydenius - H.Zinner) - Sinikka sokka (Finlandia)
10. A Morazan - (A.Save - S.Amaya) - Banda Tepeuani (El Salvador)
11. Nagasaki - (P.Nagy) - Peter Nagy (Cecoslovacchia)
12. This earth - (J.Gorman-Jacobs) - Judy Gorman-Jacobs (USA)
13. Sto perijali to krifo - (M.Theodorakis - G.Seferis) - Mikīs Theodōrakīs (Grecia)